# Coaraze
Coaraze (in italiano Coarazza, ormai desueto) è un comune francese di 742 abitanti situato nel dipartimento delle Alpi Marittime della regione della Provenza-Alpi-Costa Azzurra.

## Geografia fisica
Il villaggio di Coaraze è situato a 667 metri d'altitudine su d'un picco d'arenaria che domina la valle del Paglione (Vallée du Paillon) di Contes (Conti), ai piedi del Monte Férion, alto 1.412 metri. 
Il comune è attraversato da sud a nord dalla strada dipartimentale RD15, che comunica, attraverso il Colle di San Rocco (Col Saint-Roch), con Lucéram (Lucerame).
Il territorio comunale è essenzialmente forestato (conifere e mimose). Nei pressi del paese medievale sono piantati olivi a terrazza.

## Storia
Liguri, Celti e Romani si sono succeduti a Coarazza.

### Medioevo
Nell'area della Cappella di San Michele, si trova il sito primitivo di "Roccasparviera", che è stato acquisito da Roberto il Saggio nel 1325.
Daniele Marchesani fu un famiglio del re Roberto d'Angiò, che conobbe un'ascesa rapida, poiché da semplice notaio immigrato a Nizza alla fine del XIII secolo, divenne cosignore di Turbia (1329-1331) poi signore di Coarazza e castellano a vita di Villafranca.
Raimondo Marchesani succedette a suo padre come castellano di Villafranca e suo fratello, Luigi, ereditò la signoria di Coarazza.
Il 14 settembre 1346, acquistò tutto quanto ciò che il paggio Bonifacio Chabaudi, signore di Roccabruna possedeva nei territori di Roccabruna, Palayson e Villepey.
Il comune di Coarazza, fin dal 1388, ha seguito con tutta la contea di Nizza, le vicende storiche prima della Contea di Savoia e del Ducato di Savoia, e poi dopo il Congresso di Vienna, dal 1815 al 1860, le sorti del Regno di Sardegna-Piemonte, per essere poi annesso alla Francia.

### Periodo moderno
Il 2 marzo 1629 Coarazza è eretta a baronia. Dal 1744 al 1748, dopo aver prestato giuramento all'Infante di Spagna, il Paese (centro abitato) ha un'amministrazione spagnola. La strada di Nizza perviene al villaggio, fatto che gli permette d'essere servito in quattro ore di diligenza.
Nel 1793 ha avuto luogo la battaglia di Coarazza, nella quale il comandante di battaglione Claude-Victor Perrin, il futuro Maresciallo Victor, ha respinto una forza di 3.000 soldati Piemontesi ed un reggimento d'emigrati con il suo battaglione di 600 uomini, un "fatto d'armi" messo nell'albo dell'esercito.
Nel 2012, Coarazza fa parte della Metropoli Nizza-Costa Azzurra (Métropole Nice-Côte d'Azur), ma nel novembre 2012, il consiglio municipale del comune vota all'unanimità per il proprio distacco dalla Metropoli nizzarda e la sua integrazione nella Comunità di comuni del "Paese dei Paglioni" (Pays des Paillons), seguendo in ciò gli orientamenti fissati nel 2011 dallo schema dipartimentale di cooperazione intercomunale. Il cambiamento è effettivo il 1º gennaio 2013.

## Araldica
Lo stemma del comune di Coarazza è un blasone d'oro, con lucertola montante d'azzurro e la coda rotta in punta.

## Società

### Evoluzione demografica

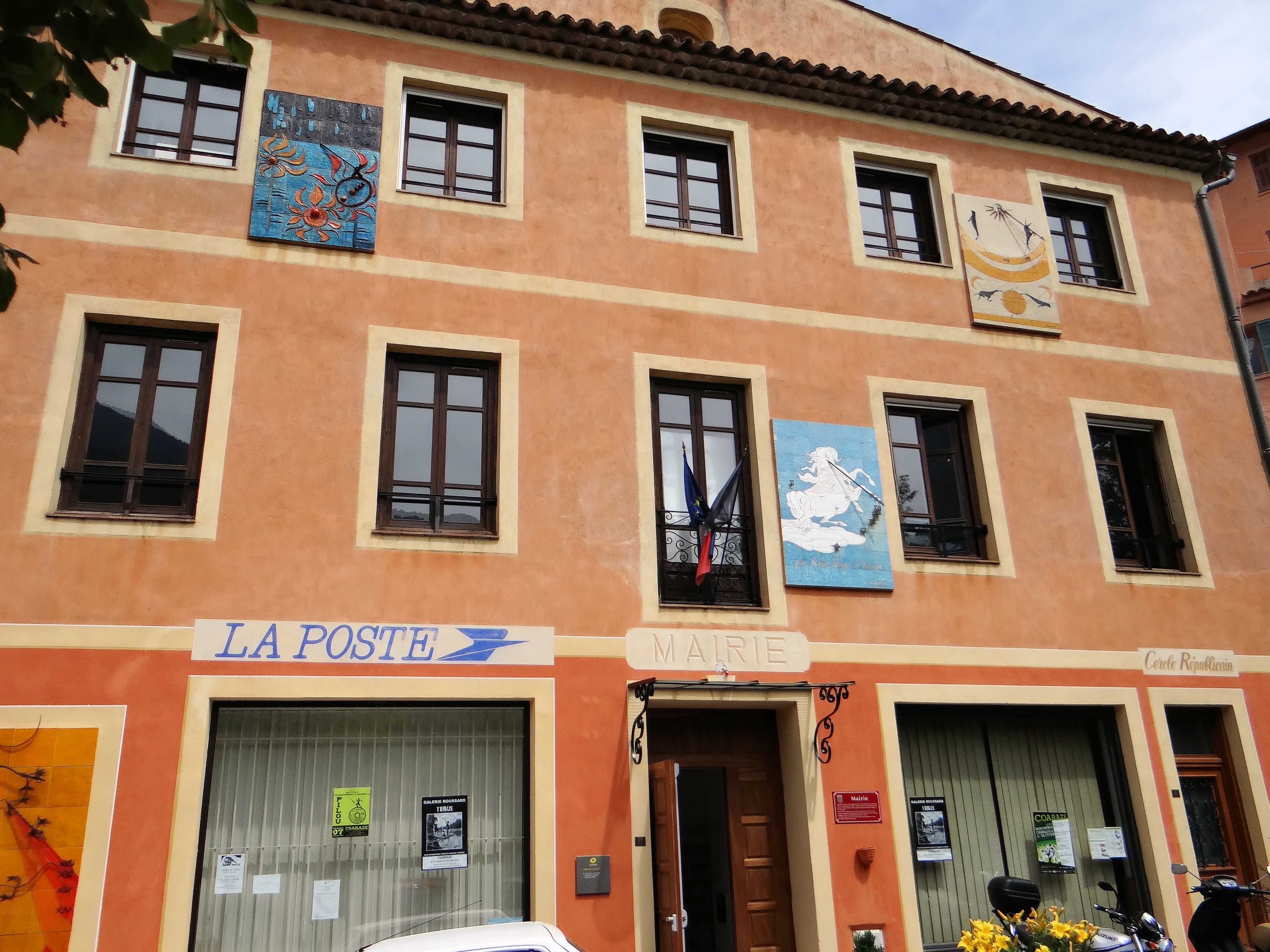
Il Comune

Abitanti censiti

## Luoghi e Monumenti
Coarazza è uno dei più bei villaggi di Francia con le sue stradine ed i suoi passaggi a volta. Nel 1960, il sindaco dell'epoca domandò a parecchi artisti celebri di realizzare delle meridiane o "quadranti solari", strumento tradizionale dei paesi mediterranei. Jean Cocteau, segnatamente, realizzò "Les Lézards" (letteralmente Le Lucertole). Otto meridiane furono poste, ma poi il progetto fu abbandonato, prima d'essere ripreso dalla nuova municipalità nel 2008, ed esse ornano ormai il palazzo municipale, la piazza della chiesa, la scuola, ecc.

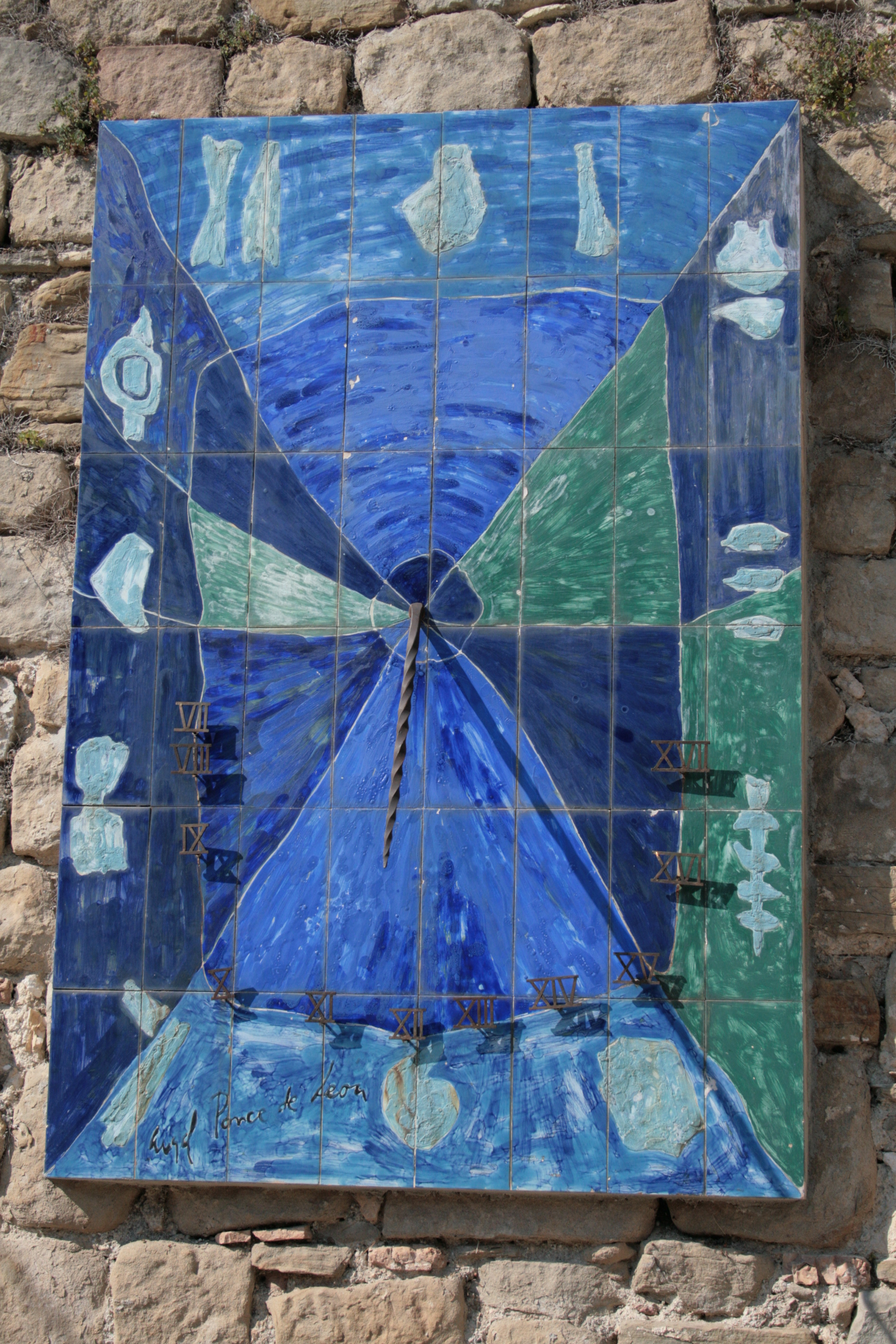
Ponce de Léon, meridiana o quadrante solare

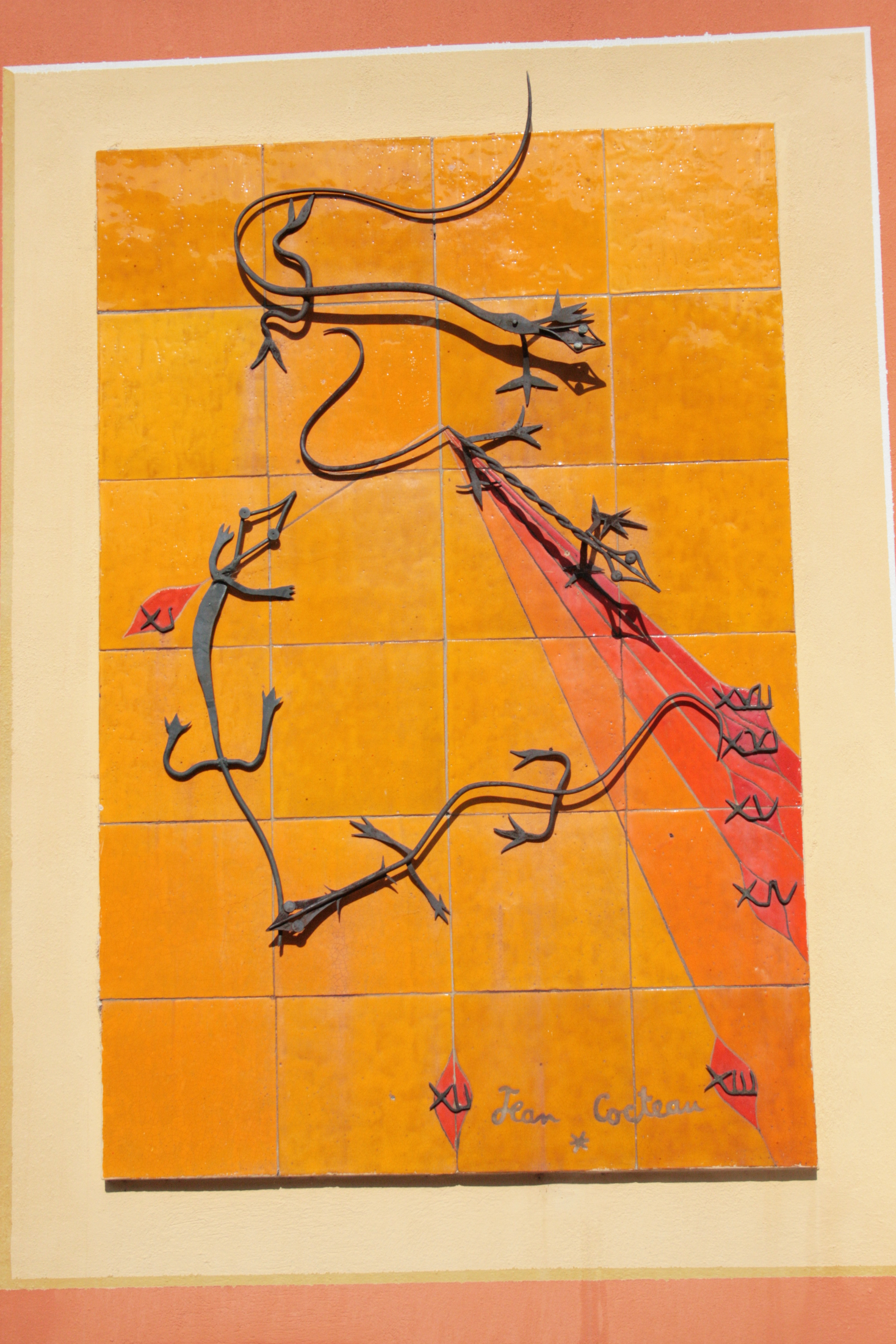
Jean Cocteau, meridiana o quadrante solare, les Lézards (le Lucertole)

- Cappella di San Sebastiano di Coarazza, costruita ad un chilometro dall'entrata del villaggio, sull'antica mulattiera che veniva da Nizza attraverso Castelnuovo-Villavecchia (Châteauneuf-Villevieille), ed aveva lo scopo di proteggere il paese dalla peste, che fu costruita verso il 1530, e la quale è stata classificata Monumento storico nel 2001[7], i cui lavori di rinnovo sono programmati per il 2013.

D'una grande semplicità, la cappella mostra alcune pitture del XVI secolo eseguite da un pittore anonimo, che presentano la storia di San Sebastiano, di cui non resta che una parte dei dipinti che erano stati ricoperti da una tinta per muri.
- La Chiesa di San Giovanni Battista, costruita a partire dal XIV secolo e più volte rimaneggiata. Le sue decorazioni sono barocche.
- La Cappella Bleu (Chapelle Bleue), o cappella di Nostra Signora della Pietà (Notre-Dame-de-Piété) o dei Sette Dolori (Sept-Douleurs). Gli abitanti la chiamano familiarmente Notre-Dame-du-Gressier, poiché facevano seccare i fichi sui graticci di canne intorno alla cappella, ed ha preso il nome di "Cappella Bleu" in seguito alla realizzazione d'un decoro in cammeo blu, rappresentante alcune scene della vita del Cristo, dipinte nel 1962 dal pittore Ponce Fidelio, detto Angelo Ponce de Léon. Tali pitture sono d'una grande espressività e possiedono una forza poco comune.

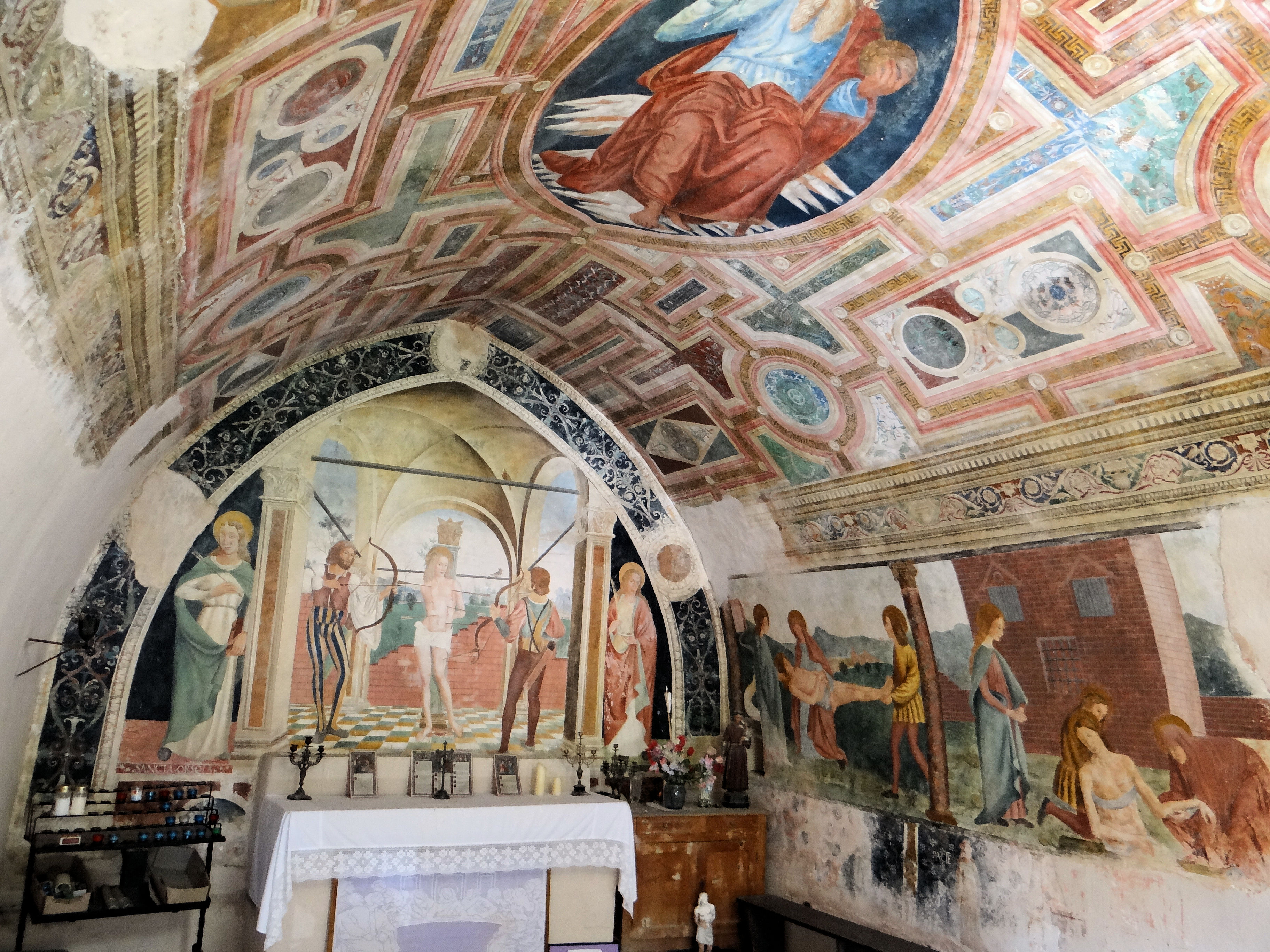
Cappella di San Sebastiano
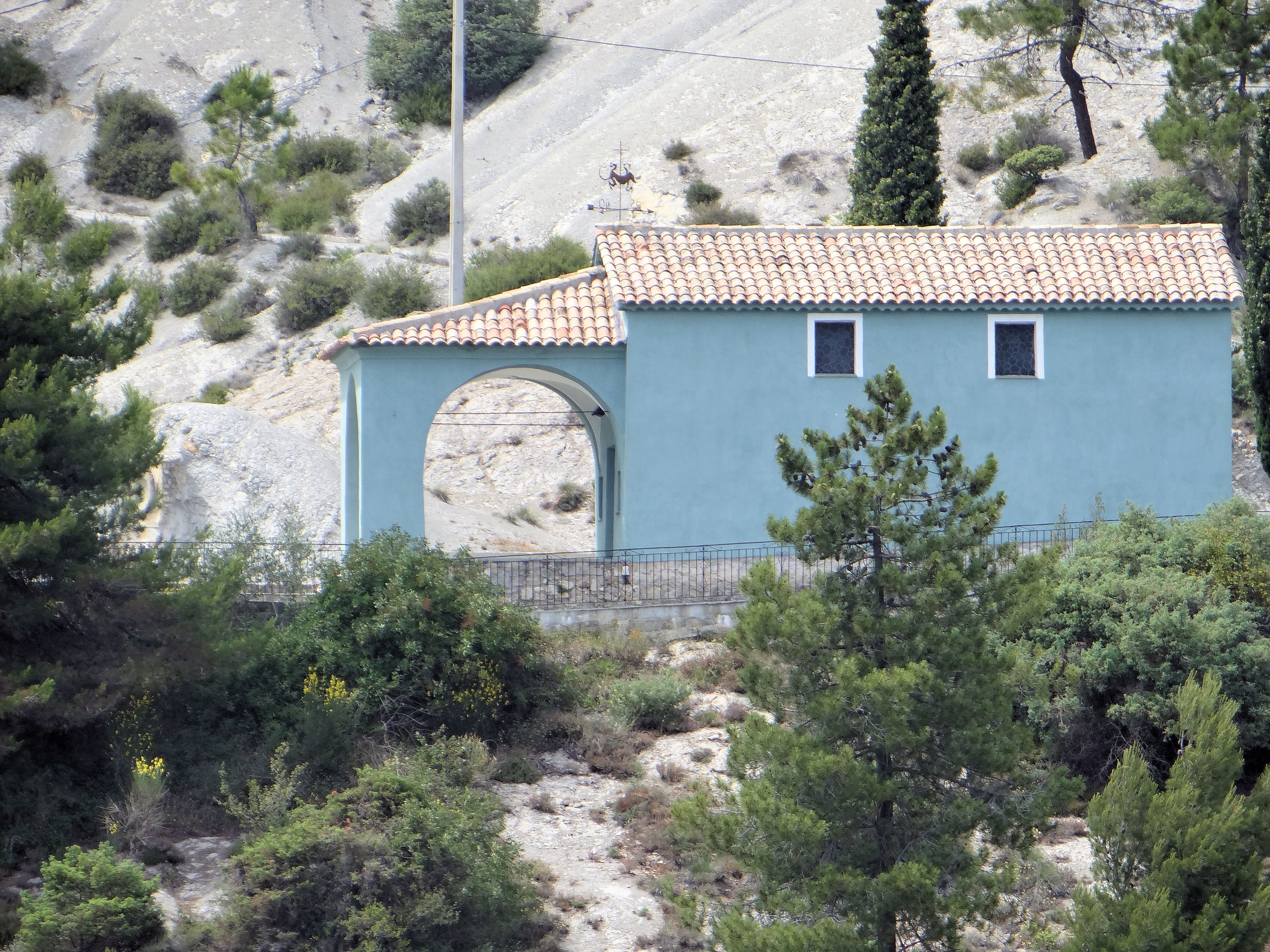
Cappella Bleu
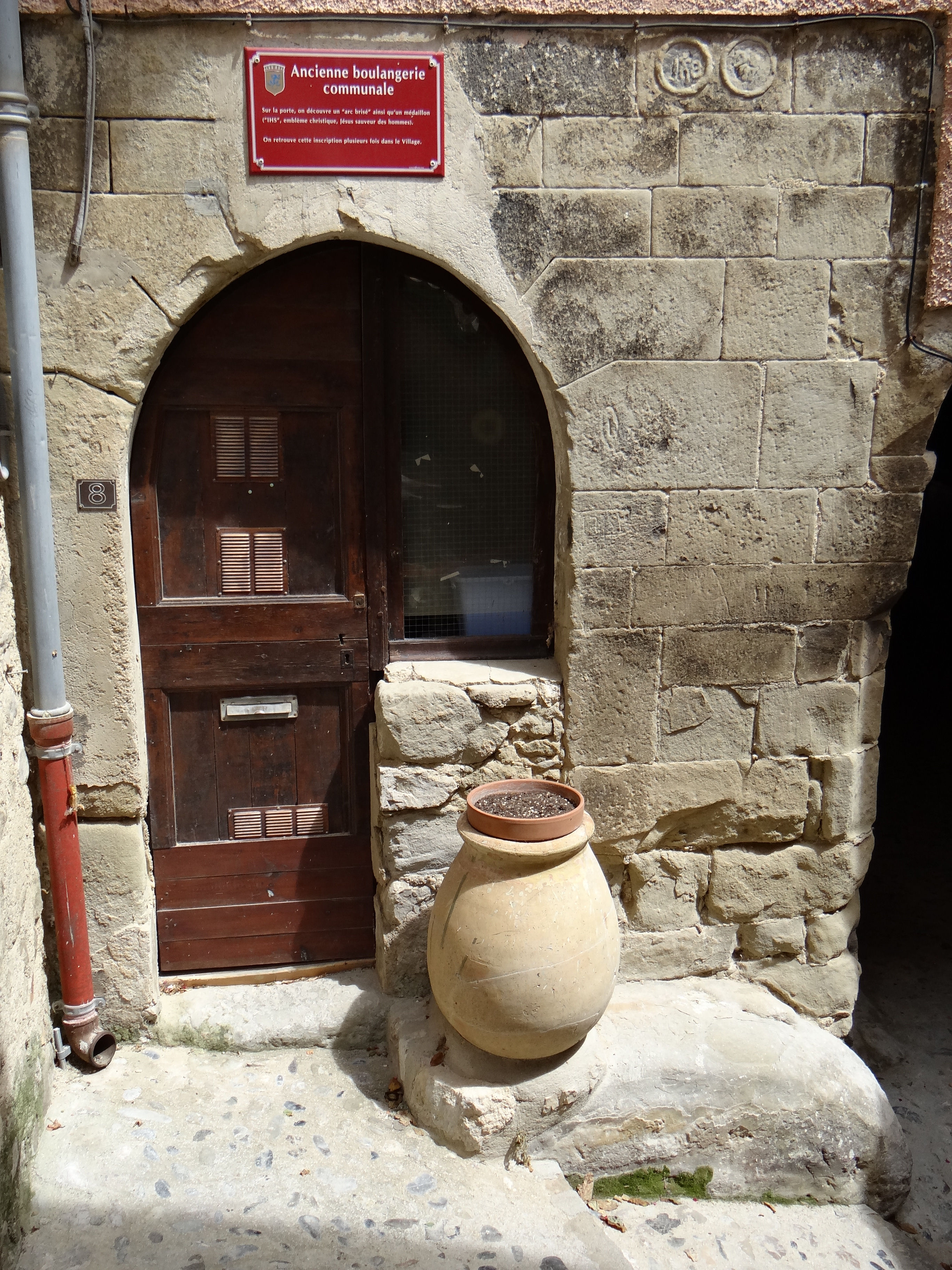
Antica panetteria comunale
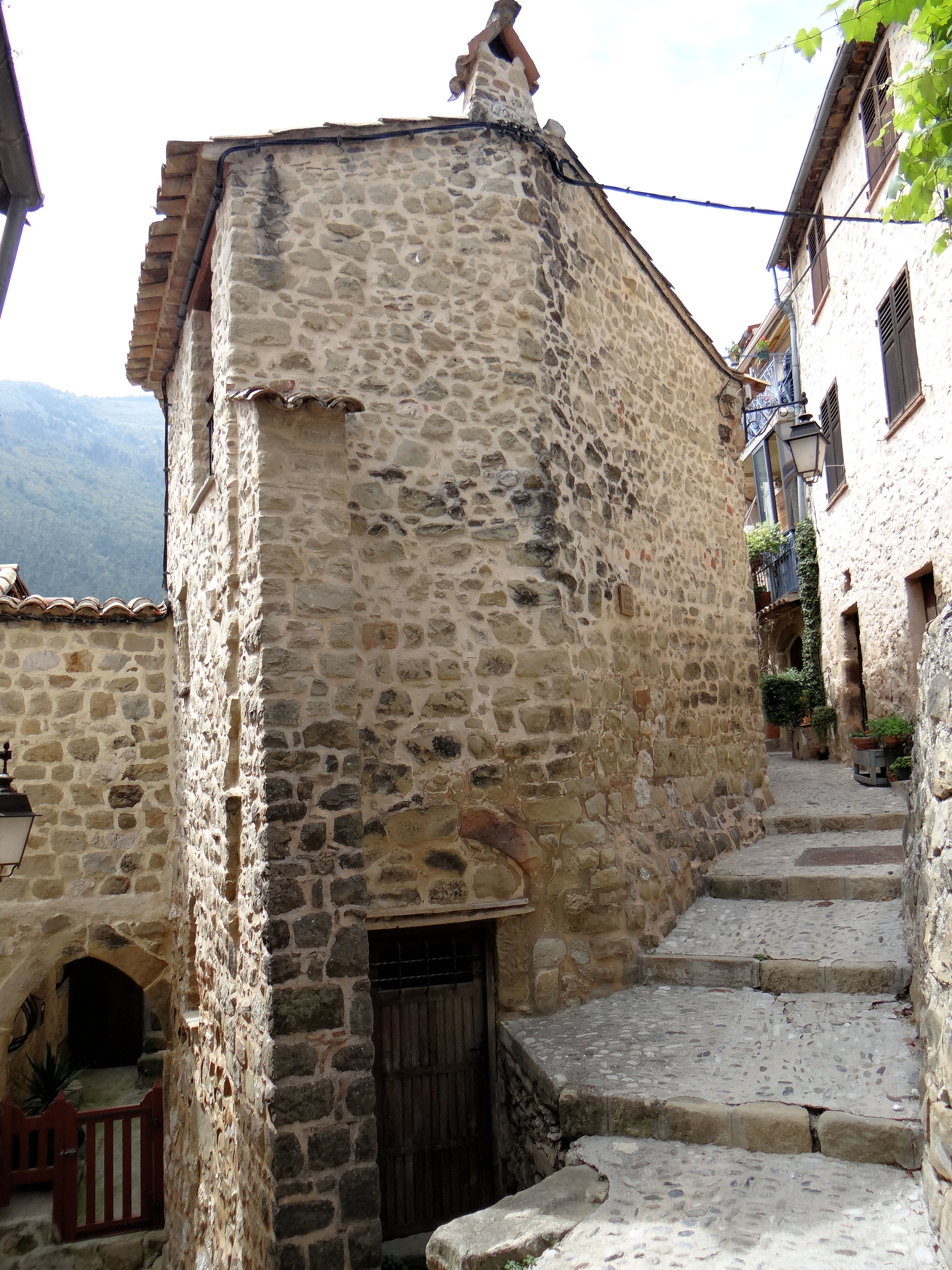
Le stradine (ruelles) salendo verso la chiesa di San Giovanni Battista
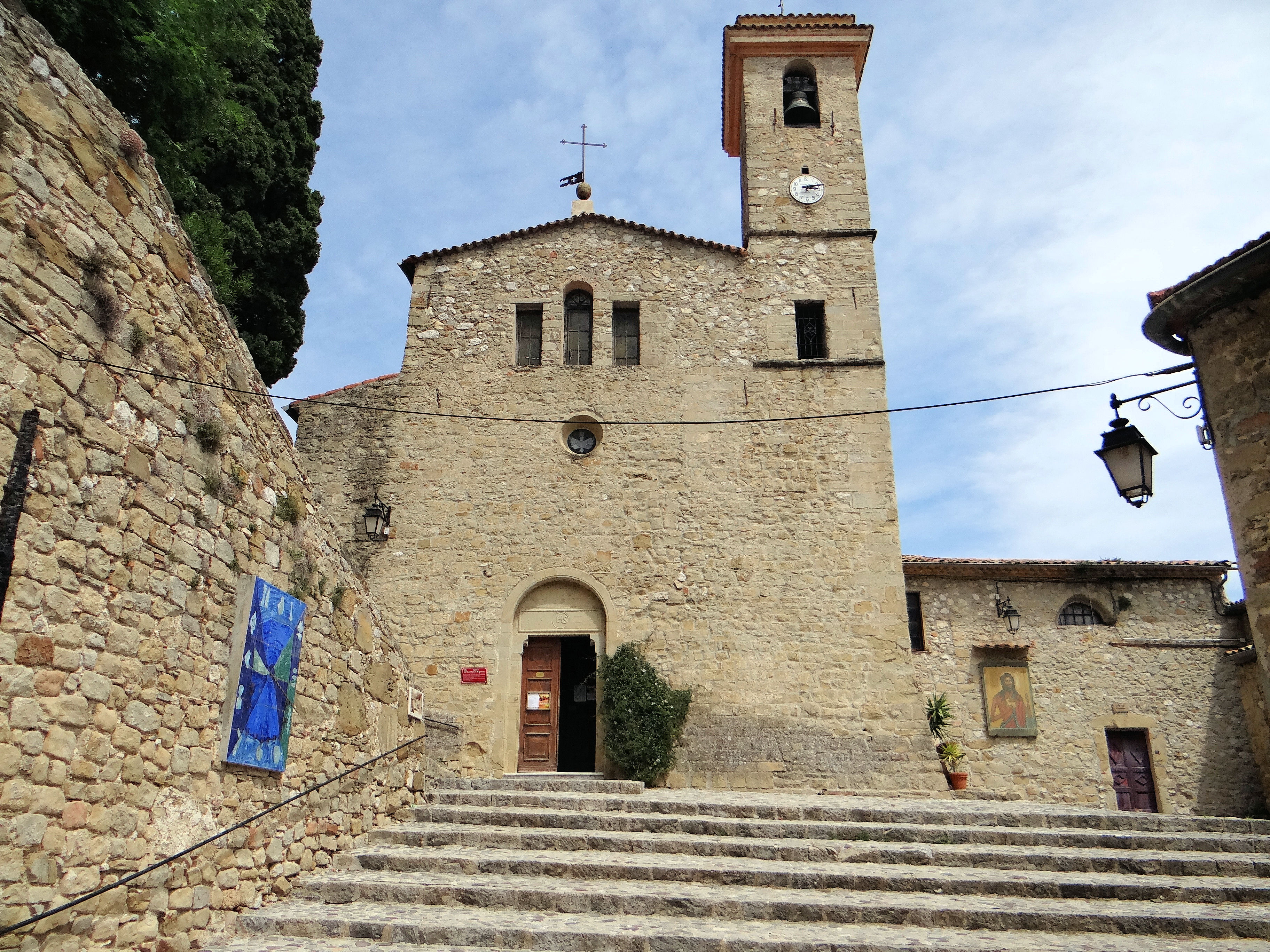
Chiesa di San Giovanni Battista. L'antico castello si trovava a sinistra, sulla sommità della collina

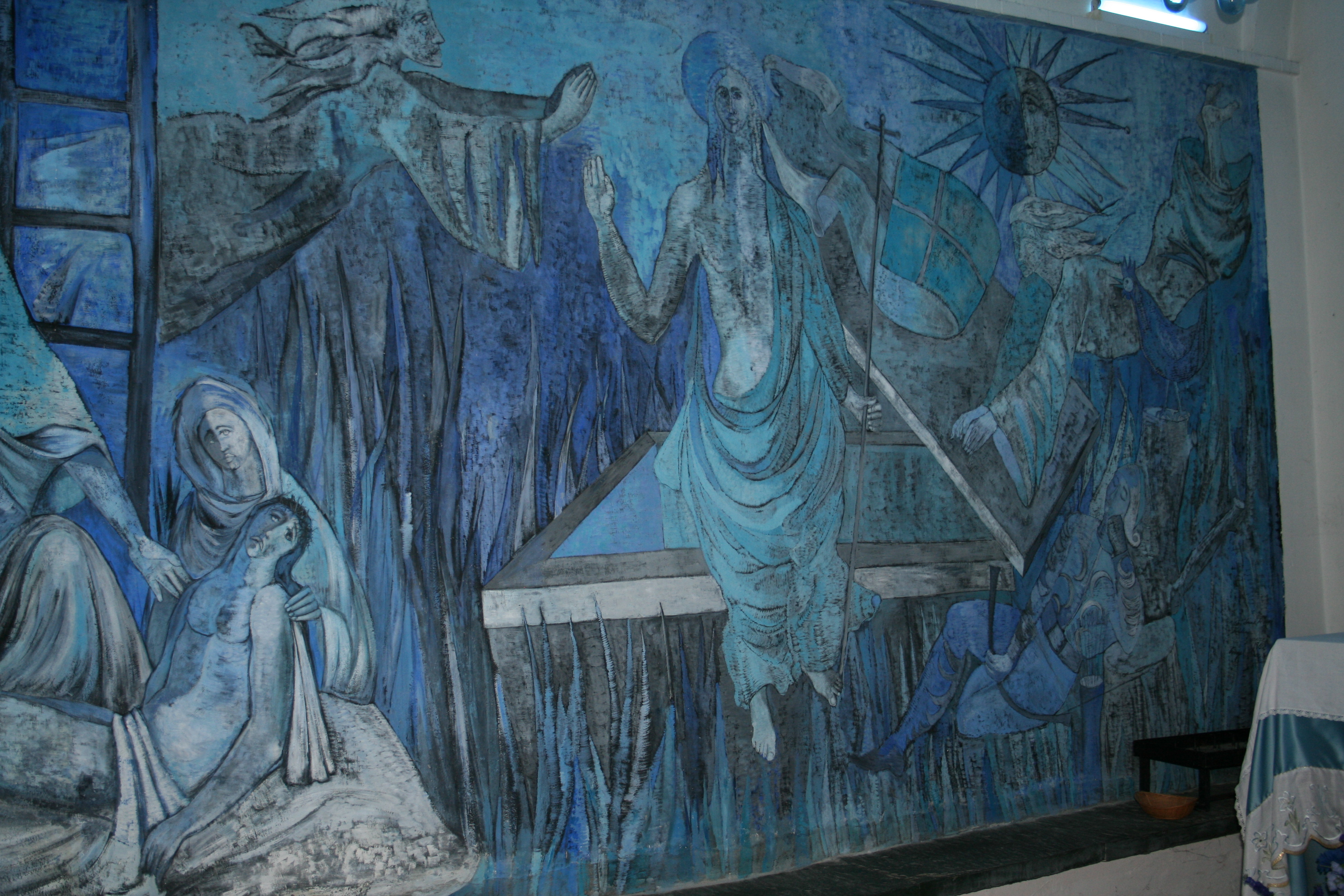
Ponce de Léon, Cappella Bleu, la Resurrezione

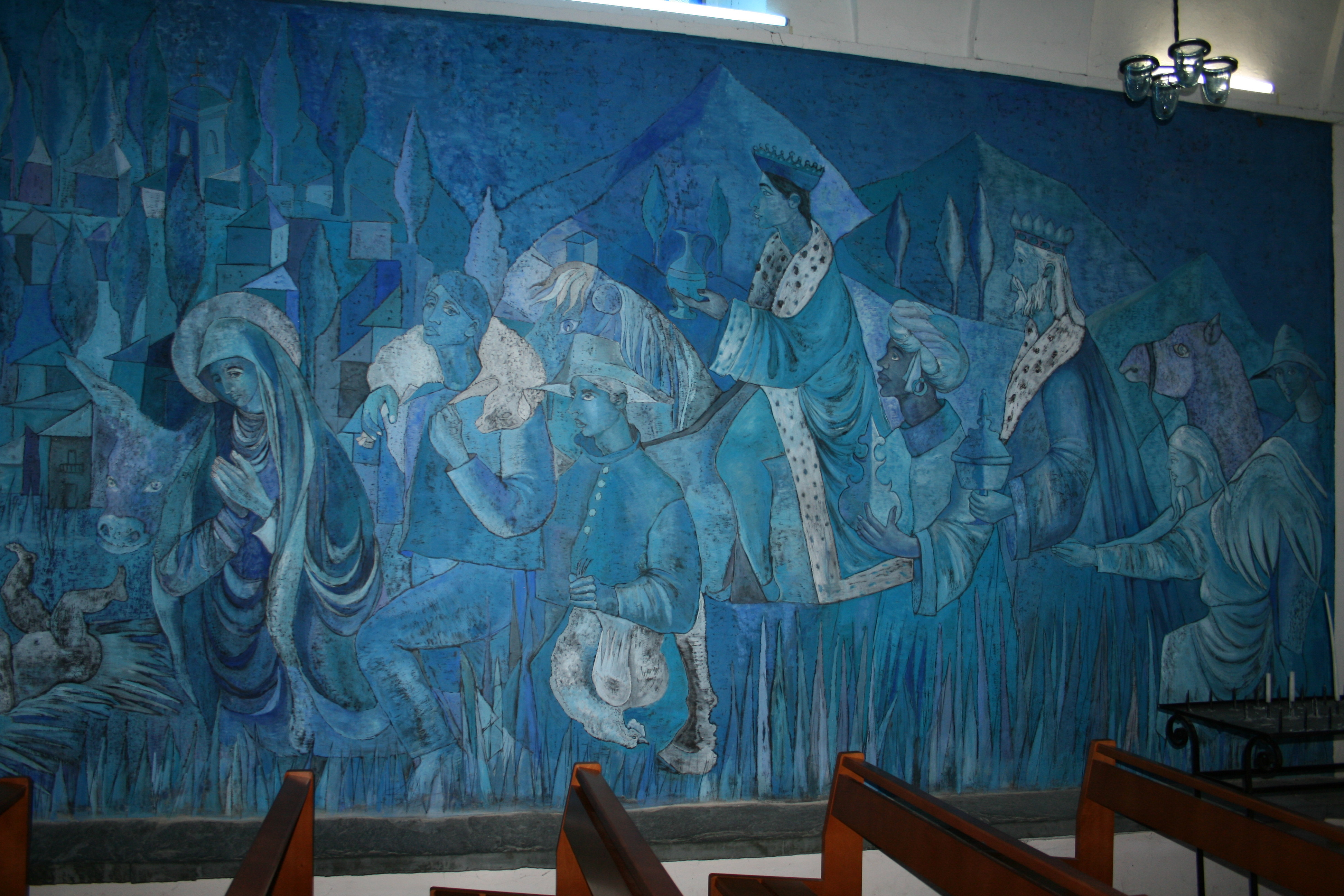
Ponce de Léon, Cappella Bleu, La Natività